# Prinia buchanani
Prinia buchanani là một loài chim trong họ Cisticolidae. Loài này được tìm thấy ở Ấn Độ và Pakistan. Chúng sinh sống tự nhiên trong các khu rừng khô cận nhiệt đới hoặc nhiệt đới.